# Trường Long Hòa
Trường Long Hòa là một phường thuộc tỉnh Vĩnh Long, Việt Nam.

## Địa lý
Phường Trường Long Hòa có vị trí địa lý:
- Phía đông giáp Biển Đông
- Phía nam giáp phường Duyên Hải
- Phía bắc giáp xã Long Hữu

Phường Trường Long Hòa có diện tích 56,49 km², dân số năm 2025 là 16.150 người, mật độ dân số đạt 285 người/km².

## Hành chính
Phường Trường Long Hòa được chia thành 4 khóm: Khóm 1, Khóm 2, Khóm 30/4, khóm Phước Bình và 5 ấp: ấp Ba Động, ấp Cồn Tàu, ấp Cồn Trứng, ấp Khoán Tiều, ấp Nhà Mát.

## Lịch sử
Sau năm 1975, quận Long Toàn, tỉnh Vĩnh Bình (thuộc chế độ VNCH) giải thể và nhập vào huyện Cầu Ngang, tỉnh Trà Vinh. Khi đó, xã Trường Long Hòa thuộc huyện Cầu Ngang.
Ngày 15 tháng 9 năm 1981, Hội đồng Bộ trưởng ban hành Quyết định số 69-HĐBT về việc chia xã Trường Long Hòa thành xã Trường Long Hòa và xã Dân Thành.
Ngày 29 tháng 9 năm 1981, Hội đồng Bộ trưởng ban hành Quyết định số 98-HĐBT về việc chia huyện Cầu Ngang thành huyện Cầu Ngang và huyện Duyên Hải. Khi đó, xã Trường Long Hòa thuộc huyện Duyên Hải.
Ngày 15 tháng 5 năm 2015, Ủy ban thường vụ Quốc hội ban hành Nghị quyết số 934/NQ-UBTVQH13 về việc điều chỉnh địa giới hành chính hai huyện Duyên Hải và Trà Cú để thành lập thị xã Duyên Hải, khi đó Trường Long Hòa là một xã trực thuộc thị xã Duyên Hải.
Ngày 15 tháng 10 năm 2019, HĐND tỉnh Trà Vinh ban hành Nghị quyết số 157/NQ-HĐND về việc sáp nhập một phần ấp Nhà Mát và một phần ấp Cồn Trứng vào ấp Khoán Tiều.
Ngày 16 tháng 6 năm 2025, Ủy ban Thường vụ Quốc hội ban hành Nghị quyết số 1687/NQ-UBTVQH15 về việc sắp xếp các đơn vị hành chính cấp xã của tỉnh Vĩnh Long năm 2025. Theo đó, sắp xếp toàn bộ diện tích tự nhiên, quy mô dân số của Phường 2 và xã Trường Long Hòa thành phường mới có tên gọi là phường Trường Long Hòa.
Sau khi sáp nhập, phường Trường Long Hòa có diện tích tự nhiên là 56,49 km² và dân số 16.150 người.

## Văn hóa
- Di tích Bến tiếp nhận vũ khí Cồn Tàu (thuộc hệ thống Đường Hồ Chí Minh trên biển): Di tích lịch sử cấp quốc gia.[10]
- Di tích Đình Miếu Cồn Trứng và Lăng Ông Cồn Tàu: Di tích lịch sử cấp quốc gia.[11]
- Lầu Bà Cố Hỷ Thượng Động: Di tích lịch sử cấp tỉnh.

## Du lịch
- Biển Ba Động
- Thiền viện Trúc Lâm Trà Vinh
- Cánh đồng điện gió Ba Động
- Hải đăng Ba Động.